# 빈 분리파

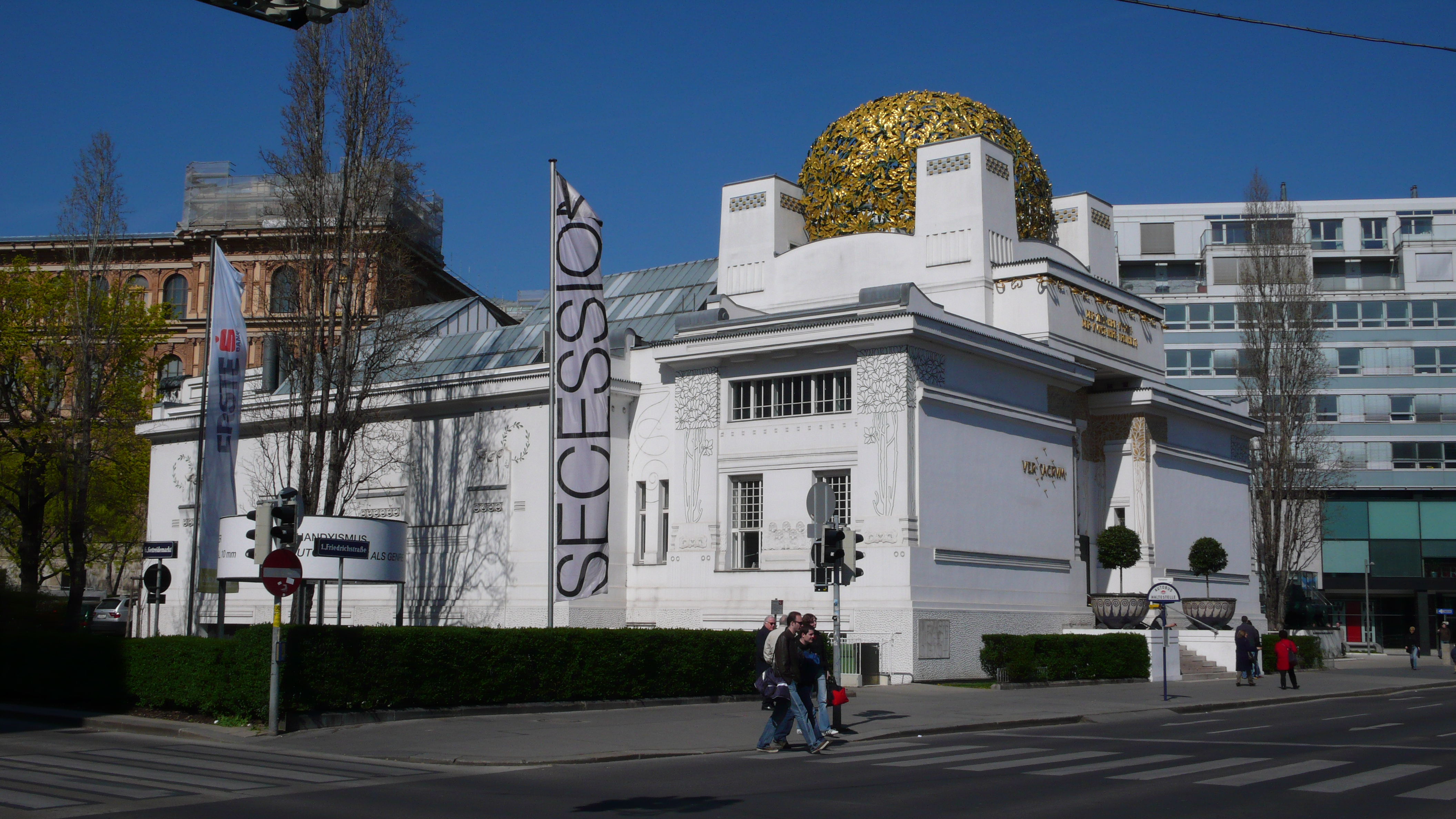
빈 분리파 전시관

빈 분리파(독일어: Wiener Secession)는 오스트리아의 빈에서 결성된 예술가 집단이다.
1897년 4월 3일 빈의 전시관인 퀸스틀러하우스(Künstlerhaus)의 보수주의 성향에 불만을 가진 예술가들이 퀸스틀러하우스를 탈퇴하면서 결성되었다. 빈 분리파는 회화, 조각, 공예, 건축 등의 여러 예술가들이 참가했으며 소속 예술가로는 구스타프 클림트 등이 있다.
1898년에는 베를린 분리파, 뮌헨 분리파 소속 예술가들과 함께 분리파 전시회를 개최했다. 특히 빈 분리파 소속 건축가였던 요제프 마리아 올브리히(Joseph Maria Olbrich)는 빈에 빈 분리파 전시관을 건설했는데 전시관 입구에는 "시대에는 예술을, 예술에는 자유를"(Der Zeit ihre Kunst, Der Kunst ihre Freiheit)이라는 표어를 내걸었다. 빈 분리파는 종합 예술을 지향했기 때문에 공예품 전시회도 열었다.
1903년에는 요제프 호프만(Josef Hoffmann)이 빈 공방을 설립했지만 순수 예술을 지향했던 회원들은 빈 분리파에 대한 불만을 갖게 된다. 1905년 구스타프 클림트 등이 탈퇴하면서 빈 분리파는 소멸되고 만다.

## 같이 보기
- 분리파
- 아르누보